# Rédoine Faïd
Rédoine Faid (ur. 10 maja 1972) – francuski gangster. Odsiadywał wyrok 25 lat więzienia za zastrzelenie policjantki. Najbardziej poszukiwany przestępca we Francji w 2013 roku. W 2009 roku napisał autobiografię Braqueur: Des cités au grand banditisme.

## Ucieczki z więzienia
Rankiem 13 kwietnia 2013 uciekł z więzienia w Sequedin. Wziął czterech strażników za zakładników i za pomocą materiałów wybuchowych, które prawdopodobnie przyniosła mu żona, wysadził bramę. Następnie uciekł, podstawionym pod więzienie samochodem, w którym czekał na niego jego wspólnik. Zakładnicy zostali uwolnieni, a jakiś czas później policja znalazła doszczętnie spalony samochód, którym uciekali. Półtora miesiąca później uciekinier został schwytany w pokoju hotelowym.
1 lipca 2018 trzech uzbrojonych napastników wtargnęło do sali widzeń, w którym znajdował się Faïd razem ze swoim bratem. Po odbiciu Rédoine'a wybiegli na dziedziniec, na którym czekał śmigłowiec, którym sterował instruktor latania zmuszony do wzięcia udziału w akcji. Śmigłowiec został wkrótce znaleziony spalony, niedaleko lotniska Paryż-Roissy-Charles de Gaulle. Stamtąd odjechali czarnym samochodem marki Renault, które następnie znaleziono na jednym z pobliskich parkingów pod centrum handlowym.